# Borussia Verein für Leibesübungen 1900 Mönchengladbach 1994-1995
Questa voce raccoglie le informazioni riguardanti il Borussia Verein für Leibesübungen 1900 Mönchengladbach nelle competizioni ufficiali della stagione 1994-1995.

## Stagione
Nella stagione 1994-1995 il Borussia Mönchengladbach, allenato da Bernd Krauss, concluse il campionato di Bundesliga al 5º posto. In Coppa di Germania il Borussia Mönchengladbach vinse la finale con il Wolfsburg.

## Rosa
| N. |                     | Ruolo | Calciatore         |
| -- | ------------------- | ----- | ------------------ |
|    | Germania (bandiera) | P     | Uwe Kamps          |
|    | Germania (bandiera) | C     | Thomas Hoersen     |
|    | Germania (bandiera) | D     | Michael Klinkert   |
|    | Svezia (bandiera)   | D     | Patrik Andersson   |
|    | Germania (bandiera) | D     | Thomas Eichin      |
|    | Germania (bandiera) | D     | Jörg Neun          |
|    | Germania (bandiera) | C     | Karlheinz Pflipsen |
|    | Germania (bandiera) | C     | Peter Wynhoff      |
|    | Svezia (bandiera)   | A     | Martin Dahlin      |
|    | Germania (bandiera) | C     | Stefan Effenberg   |
|    | Germania (bandiera) | A     | Heiko Herrlich     |
|    | Germania (bandiera) | C     | Martin Schneider   |

| N. |                      | Ruolo | Calciatore            |
| -- | -------------------- | ----- | --------------------- |
|    | Danimarca (bandiera) | C     | Peter Nielsen         |
|    | Germania (bandiera)  | D     | Joachim Stadler       |
|    | Germania (bandiera)  | D     | Thomas Kastenmaier    |
|    | Germania (bandiera)  | C     | Christian Hochstätter |
|    | Germania (bandiera)  | P     | Jörg Kässmann         |
|    | Germania (bandiera)  | P     | Dimo Wache            |
|    | Germania (bandiera)  | D     | Marc Beckers          |
|    | Germania (bandiera)  | D     | Holger Fach           |
|    | Germania (bandiera)  | C     | Andreas Bluhm         |
|    | Germania (bandiera)  | C     | Dietmar Hirsch        |
|    | Germania (bandiera)  | A     | Martin Max            |
|    | Togo (bandiera)      | A     | Bachirou Salou        |

## Calciomercato

### Sessione estiva
| Acquisti | Acquisti         | Acquisti         | Acquisti |
| R.       | Nome             | da               | Modalità |
| -------- | ---------------- | ---------------- | -------- |
| C        | Stefan Effenberg | Fiorentina       |          |
| P        | Jörg Kässmann    | Eintracht Haiger |          |

| Cessioni | Cessioni       | Cessioni | Cessioni |
| R.       | Nome           | a        | Modalità |
| -------- | -------------- | -------- | -------- |
| C        | Christian Hock | Magonza  |          |

### Sessione invernale
| Acquisti | Acquisti | Acquisti | Acquisti |
| R.       | Nome     | da       | Modalità |
| -------- | -------- | -------- | -------- |

| Cessioni | Cessioni      | Cessioni   | Cessioni |
| R.       | Nome          | a          | Modalità |
| -------- | ------------- | ---------- | -------- |
| D        | Thomas Eichin | Norimberga |          |

## Risultati

### Bundesliga

#### Girone di andata
| Arbitro: | Ziller |

|            |           |              |
| Müller 12’ | Marcatori | 57’ Herrlich |

| Arbitro: | Heynemann |

|                              |           |               |
| Hochstätter 58’ Herrlich 68’ | Marcatori | 65’, 70’ Fink |

| Arbitro: | Strampe |

|                                        |           |  |
| Kreuzer 22’ Nerlinger 33’ Matthäus 83’ | Marcatori |  |

| Arbitro: | Pohlmann |

|                          |           |  |
| Dahlin 46’ Effenberg 89’ | Marcatori |  |

| Arbitro: | Merk |

|            |           |  |
| Hobsch 27’ | Marcatori |  |

| Arbitro: | Albrecht |

|                                                                                     |           |                      |
| Effenberg 16’, 85’ Kastenmaier 23’ Herrlich 27’ Wynhoff 38’ Salou 50’ Schneider 78’ | Marcatori | 68’ (rig.) Heinemann |

| Arbitro: | Steinborn |

|             |           |               |
| Cardoso 31’ | Marcatori | 14’ Effenberg |

| Arbitro: | Zerr |

|                              |           |                           |
| Herrlich 53’ Dahlin 57’, 63’ | Marcatori | 12’, 18’ Völler 71’ Happe |

| Arbitro: | Werthmann |

|             |           |  |
| Wynhoff 15’ | Marcatori |  |

| Arbitro: | Buchhart |

|           |           |                             |
| Bäron 16’ | Marcatori | 62’ Wynhoff 84’ Kastenmaier |

| Arbitro: | Merk |

|                            |           |  |
| Dahlin 66’ Kastenmaier 84’ | Marcatori |  |

| Arbitro: | Scheuerer |

|             |           |                                          |
| Polster 31’ | Marcatori | 26’ Wynhoff 55’ Kastenmaier 74’ Herrlich |

| Arbitro: | Strampe |

|                                            |           |  |
| Hochstätter 34’ Herrlich 51’, 74’ Neun 57’ | Marcatori |  |

| Arbitro: | Malbranc |

|                       |           |              |
| Yeboah 58’ Okocha 81’ | Marcatori | 90’ Herrlich |

| Arbitro: | Dardenne |

|                                  |           |                             |
| Herrlich 19’ Dahlin 81’ Fach 90’ | Marcatori | 10’ Zorc 22’, 45’ Chapuisat |

| Arbitro: | Fischer |

|                     |           |                                           |
| Bobic 26’ Kruse 33’ | Marcatori | 49’ Herrlich 78’ Neun 83’ Dahlin 90’ Fach |

| Arbitro: | Wagner |

|              |           |  |
| Herrlich 25’ | Marcatori |  |

#### Girone di ritorno
| Arbitro: | Strampe |

|  |           |            |
|  | Marcatori | 84’ Herzog |

| Arbitro: | Habermann |

|                                |           |                                             |
| Kir'jakov 7’ Bender 58’ (rig.) | Marcatori | 13’ (rig.), 61’, 75’ Kastenmaier 84’ Dahlin |

| Arbitro: | Fröhlich |

|                         |           |                          |
| Dahlin 40’ Herrlich 70’ | Marcatori | 42’ Kostadinov 80’ Ziege |

| Arbitro: | Best |

|  |           |                                    |
|  | Marcatori | 16’ Neun 53’ Effenberg 89’ Wynhoff |

| Arbitro: | Zerr |

|                         |           |  |
| Dahlin 69’ Herrlich 84’ | Marcatori |  |

| Arbitro: | Fleske |

|  |           |                              |
|  | Marcatori | 12’ Kastenmaier 78’ Herrlich |

| Arbitro: | Osmers |

|            |           |                       |
| Dahlin 18’ | Marcatori | 13’ Burić 15’ Wassmer |

| Arbitro: | Berg |

|                                        |           |              |
| Thom 28’ Stadler 62’ (aut.) Sérgio 90’ | Marcatori | 85’ Herrlich |

| Arbitro: | Best |

|  |           |                            |
|  | Marcatori | 28’ Herrlich 53’ Andersson |

| Arbitro: | Steinborn |

|                       |           |             |
| Herrlich 10’ Fach 64’ | Marcatori | 84’ Albertz |

| Arbitro: | Habermann |

|                     |           |  |
| Bodden 24’ Dowe 74’ | Marcatori |  |

| Mönchengladbach 6 maggio 1995, ore 15:30 CEST 29ª giornata | Borussia M'gladbach | 0 – 0 referto | Colonia | Bökelbergstadion (34 500 spett.)\| Arbitro: \| Werthmann \| |
| Arbitro:                                                   | Werthmann           |               |         |                                                             |

| Arbitro: | Wiesel |

|                          |           |                       |
| Marschall 34’ Sforza 64’ | Marcatori | 22’ Herrlich 67’ Fach |

| Arbitro: | Fischer |

|                            |           |  |
| Pflipsen 54’ Effenberg 75’ | Marcatori |  |

| Arbitro: | Malbranc |

|            |           |              |
| Freund 72’ | Marcatori | 49’ Herrlich |

| Arbitro: | Heynemann |

|                                           |           |           |
| Salou 46’ Dahlin 53’ Effenberg 80’ (rig.) | Marcatori | 23’ Bobic |

| Arbitro: | Wagner |

|                                          |           |                                 |
| Wedau 18’ Steffen 39’ (rig.) Peschke 57’ | Marcatori | 46’ (rig.) Herrlich 79’ Wynhoff |

### Coppa di Germania
| Arbitro: | Fleske |

|            |           |                                                    |
| Wriedt 35’ | Marcatori | 45’ Klinkert 47’ Fach 55’ Herrlich 85’ Kastenmaier |

| Arbitro: | Fischer |

|  |           |            |
|  | Marcatori | 89’ Dahlin |

| Arbitro: | Aust |

|                                                              |           |                                          |
| Wynhoff 13’, 52’ Herrlich 15’, 39’ Nielsen 42’ Effenberg 90’ | Marcatori | 5’ Zampach 41’ Klopp 61’ Hock 63’ Müller |

| Arbitro: | Wiesel |

|                                      |           |                               |
| Nielsen 15’ Wynhoff 30’ Herrlich 61’ | Marcatori | 2’ (aut.) Klinkert 55’ Herzog |

| Arbitro: | Heynemann |

|               |           |  |
| Herrlich 101’ | Marcatori |  |

| Arbitro: | Strigel |

|                                       |           |  |
| Dahlin 13’ Effenberg 61’ Herrlich 86’ | Marcatori |  |

## Statistiche

### Statistiche di squadra
| Competizione      | Punti | In casa | In casa | In casa | In casa | In casa | In casa | In trasferta | In trasferta | In trasferta | In trasferta | In trasferta | In trasferta | Totale | Totale | Totale | Totale | Totale | Totale | DR  |
| Competizione      | Punti | G       | V       | N       | P       | Gf      | Gs      | G            | V            | N            | P            | Gf           | Gs           | G      | V      | N      | P      | Gf     | Gs     | DR  |
| ----------------- | ----- | ------- | ------- | ------- | ------- | ------- | ------- | ------------ | ------------ | ------------ | ------------ | ------------ | ------------ | ------ | ------ | ------ | ------ | ------ | ------ | --- |
| Bundesliga        | 60    | 17      | 10      | 5       | 2       | 37      | 16      | 17           | 7            | 4            | 6            | 29           | 25           | 34     | 17     | 9      | 8      | 66     | 41     | +25 |
| Coppa di Germania | -     | 4       | 4       | 0       | 0       | 13      | 6       | 2            | 2            | 0            | 0            | 5            | 1            | 6      | 6      | 0      | 0      | 18     | 7      | +11 |
| Totale            | 60    | 21      | 14      | 5       | 2       | 50      | 22      | 19           | 9            | 4            | 6            | 34           | 26           | 40     | 23     | 9      | 8      | 84     | 48     | +36 |

### Andamento in campionato
| Giornata  | 1 | 2 | 3  | 4  | 5  | 6 | 7 | 8  | 9 | 10 | 11 | 12 | 13 | 14 | 15 | 16 | 17 | 18 | 19 | 20 | 21 | 22 | 23 | 24 | 25 | 26 | 27 | 28 | 29 | 30 | 31 | 32 | 33 | 34 |
| --------- | - | - | -- | -- | -- | - | - | -- | - | -- | -- | -- | -- | -- | -- | -- | -- | -- | -- | -- | -- | -- | -- | -- | -- | -- | -- | -- | -- | -- | -- | -- | -- | -- |
| Luogo     | T | C | T  | C  | T  | C | T | C  | C | T  | C  | T  | C  | T  | C  | T  | C  | C  | T  | C  | T  | C  | T  | C  | T  | T  | C  | T  | C  | T  | C  | T  | C  | T  |
| Risultato | N | N | P  | V  | P  | V | N | N  | V | V  | V  | V  | V  | P  | N  | V  | V  | P  | V  | N  | V  | V  | V  | P  | P  | V  | V  | P  | N  | N  | V  | N  | V  | P  |
| Posizione | 6 | 7 | 13 | 11 | 11 | 9 | 9 | 10 | 9 | 4  | 4  | 3  | 3  | 3  | 3  | 3  | 3  | 6  | 5  | 5  | 4  | 3  | 3  | 4  | 5  | 5  | 5  | 5  | 5  | 6  | 4  | 5  | 5  | 5  |

Legenda:

Luogo: C = Casa; T = Trasferta. Risultato: V = Vittoria; N = Pareggio; P = Sconfitta.

### Statistiche dei giocatori
| Giocatore      | Bundesliga | Bundesliga | Bundesliga  | Bundesliga | Coppa di Germania | Coppa di Germania | Coppa di Germania | Coppa di Germania | Totale   | Totale | Totale      | Totale     |
| Giocatore      | Presenze   | Reti       | Ammonizioni | Espulsioni | Presenze          | Reti              | Ammonizioni       | Espulsioni        | Presenze | Reti   | Ammonizioni | Espulsioni |
| -------------- | ---------- | ---------- | ----------- | ---------- | ----------------- | ----------------- | ----------------- | ----------------- | -------- | ------ | ----------- | ---------- |
| P. Andersson   | 34         | 1          | 2           | 0          | 6                 | 0                 | 1                 | 0                 | 40       | 1      | 3           | 0          |
| M. Beckers     | 0          | 0          | 0           | 0          | 0                 | 0                 | 0                 | 0                 | 0        | 0      | 0           | 0          |
| A. Bluhm       | 1          | 0          | 0           | 0          | 0                 | 0                 | 0                 | 0                 | 1        | 0      | 0           | 0          |
| M. Dahlin      | 24         | 11         | 5           | 0          | 5                 | 2                 | 2                 | 0                 | 29       | 13     | 7           | 0          |
| S. Effenberg   | 30         | 7          | 10          | 1          | 5                 | 2                 | 1                 | 0                 | 35       | 9      | 11          | 1          |
| H. Fach        | 18         | 4          | 3           | 0          | 4                 | 1                 | 0                 | 0                 | 22       | 5      | 3           | 0          |
| H. Herrlich    | 32         | 20         | 5           | 0          | 6                 | 6                 | 1                 | 0                 | 38       | 26     | 6           | 0          |
| D. Hirsch      | 14         | 0          | 2           | 0          | 1                 | 0                 | 0                 | 0                 | 15       | 0      | 2           | 0          |
| C. Hochstätter | 30         | 2          | 7           | 0          | 6                 | 0                 | 0                 | 0                 | 36       | 2      | 7           | 0          |
| T. Hoersen     | 7          | 0          | 0           | 0          | 2                 | 0                 | 1                 | 0                 | 9        | 0      | 1           | 0          |
| U. Kamps       | 34         | 0          | 1           | 0          | 6                 | 0                 | 0                 | 0                 | 40       | 0      | 1           | 0          |
| T. Kastenmaier | 31         | 8          | 2           | 0          | 6                 | 1                 | 1                 | 0                 | 37       | 9      | 3           | 0          |
| M. Klinkert    | 28         | 0          | 3           | 0          | 4                 | 1                 | 1                 | 0                 | 32       | 1      | 4           | 0          |
| J. Kässmann    | 0          | 0          | 0           | 0          | 0                 | 0                 | 0                 | 0                 | 0        | 0      | 0           | 0          |
| M. Max         | 20         | 0          | 0           | 0          | 1                 | 0                 | 0                 | 0                 | 21       | 0      | 0           | 0          |
| J. Neun        | 21         | 3          | 3           | 0          | 6                 | 0                 | 0                 | 0                 | 27       | 3      | 3           | 0          |
| P. Nielsen     | 20         | 0          | 5           | 0          | 3                 | 2                 | 0                 | 0                 | 23       | 2      | 5           | 0          |
| K. Pflipsen    | 9          | 1          | 1           | 0          | 2                 | 0                 | 0                 | 0                 | 11       | 1      | 1           | 0          |
| B. Salou       | 17         | 2          | 0           | 0          | 1                 | 0                 | 1                 | 0                 | 18       | 2      | 1           | 0          |
| M. Schneider   | 24         | 1          | 3           | 0          | 4                 | 0                 | 0                 | 0                 | 28       | 1      | 3           | 0          |
| J. Stadler     | 12         | 0          | 1           | 0          | 4                 | 0                 | 0                 | 0                 | 16       | 0      | 1           | 0          |
| D. Wache       | 0          | 0          | 0           | 0          | 0                 | 0                 | 0                 | 0                 | 0        | 0      | 0           | 0          |
| P. Wynhoff     | 33         | 6          | 3           | 0          | 6                 | 3                 | 0                 | 0                 | 39       | 9      | 3           | 0          |